# Thomas Siebel

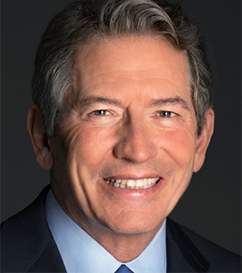
Thomas Siebel

Thomas M. Siebel (* 20. November 1952 in Chicago, Illinois) ist der Gründer und ehemalige Hauptaktionär der Firma Siebel Systems (1993; Börsengang 1996). Zudem ist er CEO von C3.ai, einem US-amerikanischen Unternehmen, das sich auf künstliche Intelligenz für Unternehmen spezialisiert hat. Siebel ist Milliardär und einer der reichsten und prominentesten Unternehmer der USA.
Bevor er Siebel Systems gründete, arbeitete Siebel als Vorstandsvorsitzender (CEO) bei Gain Technology, einer Multimedia-Software-Gesellschaft, die im Dezember 1992 mit Sybase fusionierte. 1984 bis 1990 war er Manager in verschiedenen leitenden Stellungen bei Oracle. Siebel ist Mitglied im Board of Advisors des College of Engineering der University of Illinois. Er ist Vorstandsmitglied der Montana Historical Society. Er ist in der amerikanischen Öffentlichkeit als prominenter Sprecher für wirtschaftliche Anliegen bekannt, und er ist Autor der drei Bücher Taking Care of eBusiness, Cyber Rules und Virtual Selling.
Siebel ist Absolvent der University of Illinois at Urbana-Champaign. Er ist Bachelor of Arts im Fach Geschichte, MBA, und Master in Computer Science.
2001 spendete er 32 Millionen US$ an seine Alma Mater, der Informatikfakultät der University of Illinois, für die Einrichtung des Siebel Center for Computer Science, das im Frühjahr 2004 eröffnet wurde. Im November 2003 wendete er 70 Millionen US$ auf, um die Firma UpShot Corp. zu kaufen, die Software für Online-Verkäufe im Internet entwickelte.
2005 wurden die Mehrheitsanteile von Siebel Systems von Oracle übernommen.
2013 wurde Siebel zum Mitglied der American Academy of Arts and Sciences gewählt.
2022 rangierte Siebel mit 4.649,75 Tonnen CO2 auf Platz 1 der persönlichen CO2-Ausstöße von Personen, die mit Privatjets fliegen.

## Werke
- Digital Transformation: Survive and Thrive in an Era of Mass Extinction. Rosetta, New York 2019, ISBN 978-1-948122-48-1.